# Martin Radinger
Martin Radinger (* 23. Mai 1951 in Klagenfurt) ist ein österreichischer Filmemacher.

## Leben
Radinger drehte bereits als Jugendlicher zusammen mit Bruno Lenzhofer mehrere 8-mm-Kurzspielfilme. Mit der witzigen Parabel Ich war Lord Kitchener’s Kammerdiener (1968) über das Verhältnis Herr – Knecht gewannen die beiden unter anderem den Preis des Jugendwettbewerbs Mailand 1968. Nach dem Schulabschluss studierte Radinger Theaterwissenschaft an der Universität Wien. Er war Mitglied der von Herbert Holba gegründeten Gruppe Action, die den Filmklubgedanken förderte und von 1965 bis 1969 in Wien die gleichnamige Filmpublikumszeitschrift herausgab.
Nachdem er mehrere Jahre als Filmkritiker und Drehbuchautor für Kurzfilme gearbeitet hatte, inszenierte er 1980 zusammen mit dem Autor Ernst Wünsch seinen ersten Langfilm Beck lebt, ein absurdes Vexierspiel um Illusion und Realität. Es folgte wieder mit Wünsch 1982 der zweite Experimentalfilm Mitgehangen eingegangen, eine groteske Allegorie zum Thema Freizeitgestaltung der Landjugend.